# Escobaria vivipara
Escobaria vivipara es una especie de planta fanerógama de la familia Cactaceae. 

## Distribución
Es nativa de Arizona, California, Colorado, Kansas, Minnesota, Montana, Nebraska, Nevada, Dakota del Norte, Oklahoma, Dakota del Sur, Utah, Wyoming, Nuevo México y Texas; Alberta, Manitoba, Saskatchewan; Chihuahua, Coahuila de Zaragoza y Sonora. Ocurre en el Parque nacional del Bosque Petrificado, Arizona y en muchas otras áreas protegidas.

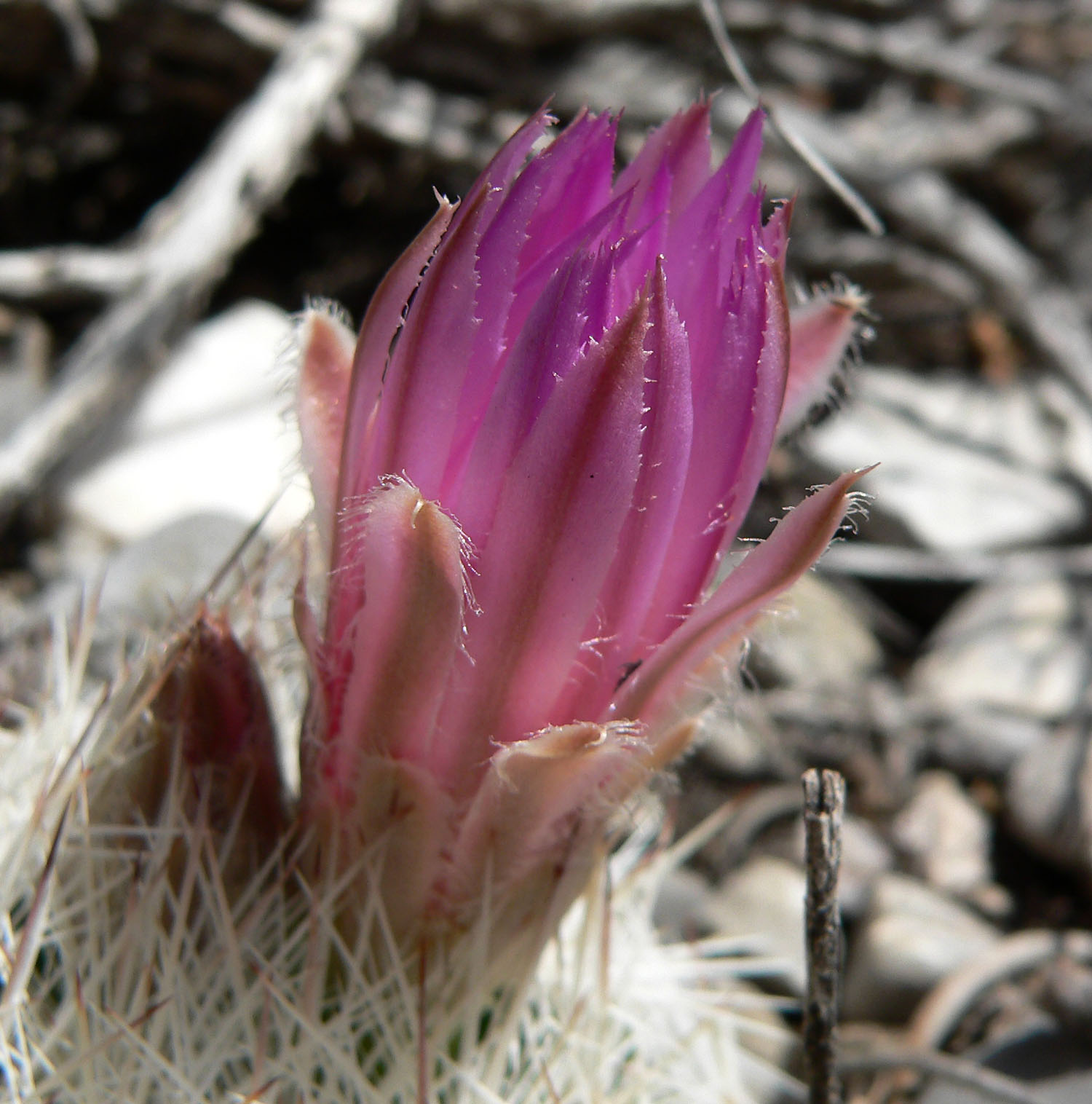
Detalle de la planta

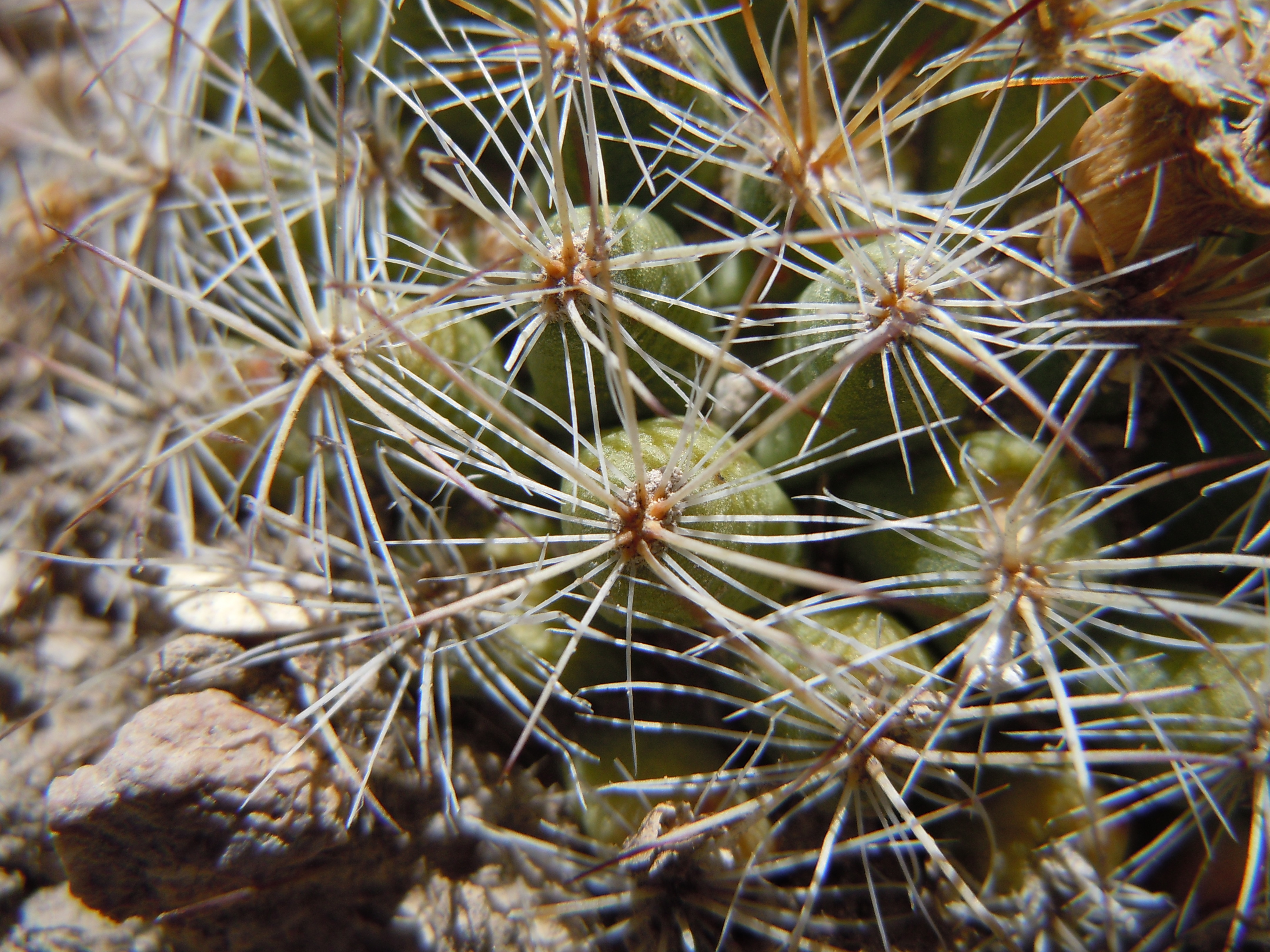
Detalle de la planta

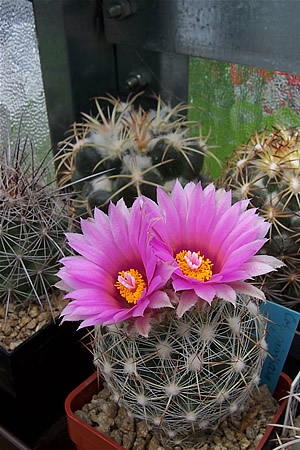
Detalle de la flor

## Descripción
Es una planta carnosa globosa que rara vez crece solitaria y suele formar grupos. Los tallos son esféricos y alcanzan un tamaño de hasta 7 centímetros de altura. Las espinas cubren los pequeños brotes. Sus llamativas areolas tienen hasta 12 milímetros de largo. Las espinas, como un cabello, son translúcidas y brillantes. Los tres a siete espinas centrales de color naranja o marrón están a ambos lados y son fuertes. Las espinas radiales aproximadamente 16 son de color blanco. Las flores son de color rosa brillante a morado. Miden hasta 6 cm de largo y llegan a un diámetro de 5 centímetros. Los frutos son verdes, elipsoidales y miden hasta 2.5 cm de largo y tienen un diámetro de 1.5 cm. En su apogeo, a menudo se llenan de escamas.

## Taxonomía
Escobaria vivipara fue descrita por (Nutt.) Buxb. y publicado en Oesterreichische Botanische Zeitschrift 98: 78, en el año 1951.
Etimología
Escobaria: nombre genérico otorgado en honor de los agrónomos mexicanos Rómulo Escobar Zerman (1882–1946) y Numa Pompilio Escobar Zerman (1874–1949).
El epíteto vivipara deriva de la palabra latina viviparus = vivíparos. La referencia no está clara.
Sinonimia
- Mammillaria vivipara (Nutt.) Haw. (1819)
- Echinocactus viviparus (Nutt.) Poselg. (1853)
- Mammillaria radiosa var. vivipara (Nutt.) Schelle (1907)
- Coryphantha vivipara (Nutt.) Britton & Rose (1913)
- Cactus vivipara
- Cactus radiosus (Engelm.) J.M.Coult.
- Echinocactus radiosus (Engelm.) Poselg.
- Coryphantha radiosa  (Engelm.) Rydb.
- Escobaria radiosa (Engelm.) G.Frank
- Escobaria neomexicana  (Engelm.) Buxb.
- Mammillaria arizonica Engelm. & Engelm. en W.H.Brewer & S.Watson
- Coryphantha arizonica (Engelm. ex Brewer & Watson) Britton & Rose
- Coryphantha bisbeeana Orcutt
- Coryphantha columnaris Lahman
- Coryphantha fragrans Hester
- Coryphantha rosea Clokey
- Coryphantha oklahomensis Lahman[4][5]